# チャンピオンキック
『チャンピオンキック』（CHAMPION KICK）とは、大平技研工業が販売したゲームセンター向けのアーケードゲーム。筐体の打撃目標である蹴的を蹴ることで、その強さが測定される。キック力を測定できることから、キックマシンとも呼ばれている。

## 概要
パンチングマシンの蹴り版。プレイヤーはお金を入れ、打撃対象面である蹴的を回し蹴りで蹴ることで、その威力がスコアとして表示される。なお、ハイスコアを出した場合、上位3位まで記録される。この記録は当日のみ有効で、電源を切るとリセットされる。

### 禁止事項
- その場で蹴らず、助走をして蹴る
- 前蹴りや膝蹴りや後ろ蹴りなどで蹴る
- 蹴り以外の行為（タックル・ラリアートなど）

## バージョン
チャンピオンキックは、バージョンごとに微妙な改良がなされている。

### チャンピオンキック
1993年7月に発売。100円で3発蹴ることが出来る。回し蹴りをすることで、キック力を測定できるゲームとして誕生する。翌年に『チャンピオンキック2』が出たため、ほとんど出回らなかった。

### チャンピオンキック2
1994年1月に発売。100円で3発蹴ることが出来る。前作での蹴り心地や的の強度等の問題点を改善した改修版。

### チャンピオンキックVR
1995年5月に50台限定で発売。前作『チャンピオンキック2』の筐体内にモニターが設置されることで、プレイヤーはデモ画面に流れるチャンピオンと対戦しているかのような気分を味わうことができる。なおこのゲームは台数が限定であったため、ほとんど見ることができない。またモニターの劣化により、画面にポスターが貼られていて見えない場合もある。本作も100円で3発蹴ることが出来る。

### Newチャンピオンキック
2002年5月に発売。別名K-1とも呼ばれる。これまでのチャンピオンキックの筐体をリニュアルし、見た目を大幅に変化させた。ゲームの基本的な流れはこれまでと変わらないが、打撃対象である蹴的がこれまでよりも固くなり、蹴りごたえが向上した。なおプレイヤーが蹴ることのできる回数は、100円で2回となった。2006年以降は、アトラスから再販されている。

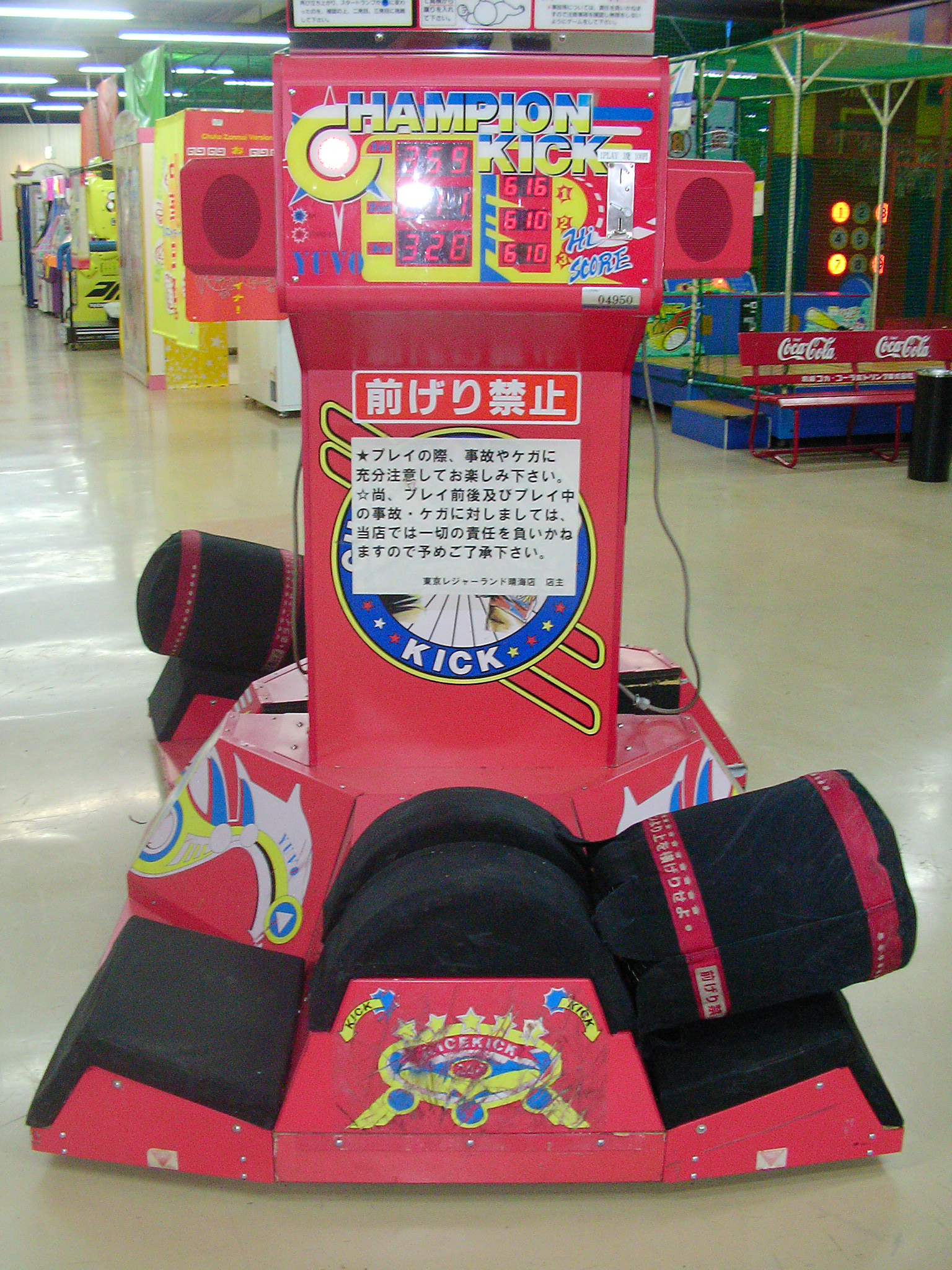
チャンピオンキック筐体
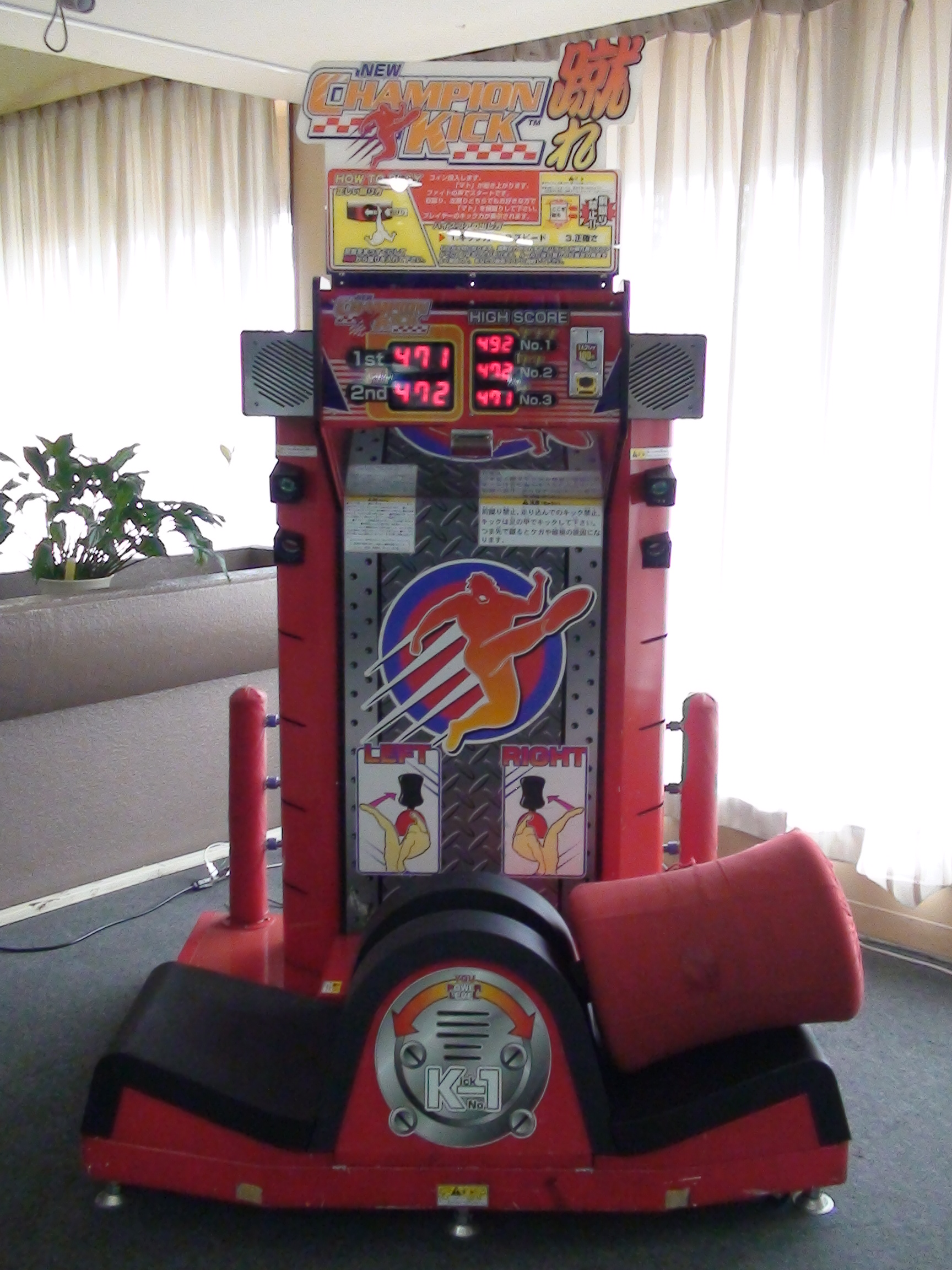
new チャンピオンキック筐体

## 設置店
2000年代前半には、スポーツゲームなどが設置されたバッティングセンターやボウリング場、レジャーランドのようなアミューズメント複合施設に設置されていることが多かった。現在ではほとんど見かけなくなった。

## スコア
チャンピオンキックでは、蹴る瞬間の衝撃、的の倒れるスピード、的が倒れた際の衝撃の3要素で計測されていたが、2002年以降に出たNewチャンピオンキックでは、的の倒れるスピードのみで計測されるようになった。そのため打撃対象面であるパッドの根本にオイル等を塗って滑りをよくすれば、スコアは出やすくなる。このほか、測定用センサーの消耗具合やマシンのメンテナンス状況の差によってスコアの出やすさが異なっている。なおスコアの測定範囲は0から999である。

## 注意点
パンチングマシンとは異なり、プレイヤーはグローブ等のクッション的な役割の物を装着することもなく、そのままの状態でパッドを蹴る。従って打ち所が悪いと怪我をする可能性がある。特にキック力が弱いと、蹴りがパッドに力負けしてしまい、その場で転んでしまうことがある。足の甲で蹴るよりも脛で蹴るほうがパッドに力が伝わり、高得点が出る。

## 類似品
韓国では、筐体に固定されたサッカーボールを蹴ることでキック力を測定するゲームがある。パンチングマシンと一緒に、ゲームセンターの外や路上などに設置されている。